# Kenneth Luciani

Kenneth Piero Luciani (født 28. september 1955) er kendt i Danmark som stifter og CEO af Baresso Coffee A/S fra 2000 til 2015. 
Han er født og opvokset i Esbjerg, før han flyttede til København og senere startede sin karriere i Østasiatisk Kompagni (ØK). Herefter arbejdede han hos ØK i Italien, og derefter var cirka 20 år oversøisk i Indonesien, Hong Kong og Malaysia før han vendte hjem mod Danmark i 1999 med sin familie. Han arbejdede på Baresso-konceptet med sin hustru, Inger Helbo Luciani, i 1999 og den første Baresso kaffebar blev åbnede i 2000 på Højbro Plads i København og opnåede 50 kaffebarer ved salget til det tyske JAB Holding i 2015. Efter salget af Baresso arbejder Kenneth og Inger nu på et nyt virksomhed indenfor luksuskvalitetsolivenolie, , samt andre start up virksomheder og bestyrelsesposter inklusiv  ØKs Almennyttige Fond.

## Personlig
Kenneth er af italiensk-dansk afstamning og søn af Piero og Christa Luciani. Han er født i Esbjerg, gik på Spangsbjerg Skole og hans tidlige interesser inkluderede knallertkørsel, løb, boksning og musik. 
Som 16-årig i 1972 besluttede han sammen med en ven, at de ville køre fra Esbjerg til Rom og tilbage - på deres knallerter.
Kenneth var udvekslingsstudent i West Virginia, USA på Keyser High School igennem AFS programmet i 1973-1974 hvor han var habil cross country løber, amatørbokser og debattør.
Han startede rockgruppen “Bad Mama” i 1974, hvor han var forsanger, og bandet inkluderede  bl.a. Ole Beich, som senere blev bassist i Guns N’ Roses. De blev interviewet og spillede på Danmarks Radio i programmet “Multimusik” i 1976. 
I 1976 flyttede Kenneth til København og startede lederuddannelsen i Østasiatisk Kompagni, hvor han også fik sin uddannelse som merkonom i marketing på Københavns Handelshøjskolen fra 1978-1980.I sin fritid i Asien, spillede Kenneth det sociale terningespil Balut og vandt bl.a. doubles mesterskabet i Seoul, Sydkorea i 1989 sammen med Bjarne Solhaug. 
Han er gift med Inger Helbo Luciani siden 1982 og de har to børn sammen, Mark (f. 1985) og Lisa (f. 1987).

## ØK Karriere[5]
Han startede som elev hos ØK i 1976 hvor han afsluttede lederuddannelsen som én af historisk få med topkarakter i 1979.
Han startede som Manager i Genova, Italien fra 1979-1980 før han flyttede til Jakarta, Indonesien som Produktchef og sidenhen Marketingschef og så Direktør på Piaggio Vespa Scooterfabrikken fra 1980-1988.
I 1988 flyttede han og Inger til Hong Kong med deres to børn, hvor Kenneth startede som Direktør for ØKs consumer product division i Hong Kong, Macau og Kina og var med til opbygge “Fast Moving Consumer Goods” infrastruktur og world brands, såsom Mars, Pedigree, Lego,  Sunquick, Dumex etc., landsdækkende i Kina med over 20 kontorer.
Fra 1996-1999 flyttede Kenneth og hans familie til Kuala Lumpur, Malaysien hvor han trådte til som Direktør for Asien og ledte ØKs portfølje af “consumer brands” og Joint Ventures i Nord- og Sydøstasien. 
Fra 2016 har Kenneth været bestyrelsesmedlem i ØKs Almennyttige Fond (EAC Foundation) og  Asia House , som er organisationer der støtter økonomisk udvikling og vidensdeling med fokus på initiativer i Asien.

## Baresso Coffee
I 1999 flyttede Kenneth og hans familie til Danmark, hvor han stiftede Baresso Coffee, én af Danmarks første kaffekæder.
Han var CEO fra 1999 til 2015, hvor virksomheden voksede fra én kaffebar i København på Højbro Plads i 2000 til 50 kaffebarer inklusive franchises i Danmark og på Færøerne da han trådte fra som CEO i january 2016 efter salget af virksomheden til den tyske selskab Jab Holding. I denne periode har han været interviewet flere gange af forskellige danske medier og var fokus i afsnittet for programmet “Felix jagter vejen til succes” på TV2 d. 27. juni 2014.
Han fortsat som bestyrelsesmedlem i Baresso Coffee fra januar til oktober 2016.  